# Митчелл, Дейл
Дейл Уильям Митчелл (род. 21 апреля 1958, Ванкувер, Британская Колумбия) — футбольный нападающий, который играл в составе нескольких североамериканских команд в 1980-х и 1990-х годах.
Он сыграл 55 матчей за сборную Канады и долгое время держал рекорд по числу голов (19), пока его достижение не превзошёл Дуэйн Де Розарио. Он также был главным тренером сборной Канады, Митчелл пробыл на посту с мая 2007 по 27 марта 2009 года. В 2012 году в рамках празднования столетнего юбилея Канадской футбольной ассоциации он был назначен тренером символической сборной Канады всех времён. В 2002 году он был введён в Канадский футбольный зал славы, а в марте 2014 года было объявлено, что он также будет включён в Зал славы шоубола.

## Карьера игрока

### Клубная карьера
Митчелл играл в бывшей Североамериканской футбольной лиге, начав свою профессиональную карьеру с «Ванкувер Уайткэпс» (1977—1978), большая часть его карьеры в NASL прошла с «Портленд Тимберс» (1979—1982), а последним клубом стал «Монреаль Мэник» (1983). В 1988 году он подписал контракт с возрождённым «Ванкувер Уайткэпс», за который играл в Канадской футбольной лиге и Американской профессиональной футбольной лиге, он провёл за клуб 213 матчей и забил 211 голов.
Митчелл также сыграл девять шоубольных сезонов в MISL с «Такома Старз», «Канзас-Сити Кометс» и «Балтимор Бласт». Митчелл завершил карьеру в ранге третьего бомбардира в истории лиги (406 голов) и четвёртого по системе гол плюс пас (280 передач).

### Международная карьера
Митчелл полностью сыграл все матчи олимпийской сборной Канады на летних Олимпийских играх 1984, забив три гола. В том числе Митчелл открыл счёт в четвертьфинальном матче против Бразилии, соперник сравнял счёт и перевёл игру в серию пенальти, где Митчелл уже не смог забить, Бразилия прошла дальше со счётом 4:2.
Он дебютировал за основную сборную Канады 15 сентября 1980 года в товарищеском матче против Новой Зеландии, в котором забил два гола. Свой последний международный матч Митчелл провёл в августе 1993 года против Австралии. Он сыграл за Канаду в 22 отборочных матчах на чемпионат мира, а также участвовал в игре против Венгрии в рамках группового этапа мундиаля 1986 года.

## Тренерская карьера
После окончания карьеры игрока Митчелл тренировал резервную команду «Ванкувер Уайткэпс» и был помощником главного тренера первой команды с 1995 по 1999 год, затем он сменил Карла Валентайна на посту главного тренера клуба. С 2001 по 2007 год Митчелл занимал пост главного тренера молодёжной сборной Канады. В 2004 году во время отбора на чемпионат мира по футболу 2006 он работал помощником тренера основной сборной, Фрэнка Йеллопа. В мае 2007 года он был назначен главным тренером основной сборной. В 2008 году он не смог вывести Канаду в третий отборочный раунд на чемпионат мира зоны КОНКАКАФ, его команда попала в так называемую «группу смерти», где ей преградили путь Мексика и Гондурас. Он был уволен с должности 27 марта 2009 года.